# 다민족 국가
다민족국가(多民族國家, 영어: multiethnic state)란 여러 민족이 구성하는 국가라는 의미이다. 소수민족을 갖고 있지 않은 국가라는 뜻이 된다. 반대말은 단일민족국가이다. 비슷한 말로 다국민 국가(多國民國家, 영어: multinational state)라는 말이 있다. 다국민국가란 여러 국민(네이션)이 구성하는 국가라는 뜻이다.
다만 여러 민족이 있지만 소수민족으로 치부하기 어려울 정도로 상당히 많은 비율씩 존재하는 다민족국가도 있다. 다민족국가는 특정한 지배적인 민족이 있는 국가로 쪼개지기도 한다. 다만 다민족국가가 쪼개질 때는 쪼개진 나라가 완전한 단일민족국가가 되기 보다는 소수민족이 어느정도 있는 국가로 분할되는 것이 일반적이다.

## 국가별 상황

### 캐나다
캐나다인의 다수가 백인이지만, 캐나다 원주민, 아시아계 캐나다인, 캐나다 흑인 등이 있어서 민족적으로는 다민족국가이다. 그러나 국민(네이션)적으로도 다국민국가인지는 논쟁이 되고있다. 퀘벡인들중에는 퀘벡인은 단순히 지역 주민의 개념이 아닌 별개의 국민(네이션)이라고 주장하는 사람들이 있다.

### 대한민국
한민족 문화가 지배적이며, 대한민국은 단일민족적 사상이 강하다고 평가받기도 한다. 역사적으로는 국경지대에 존재한 여진족이나 임진왜란때 건너온 항왜, 조선시대의 명나라 유민 등이 있었으나 이들은 거의 완전히 동화되어 문화의 다양성에는 영향이 적었다. 결혼이주여성이나 취업을 위한 국제이동 등의 영향으로 민족적 다양성이 증가하고 있다.

### 네팔
네팔은 카슈미르와 티베트 등에서 다양한 민족이 건너왔기 때문에 지배적인 민족이 없다.

### 아프가니스탄
아프가니스탄 최대의 민족인 파슈툰족이 45%에 달하지만 과반수에 달하지 않는다. 아프간인이라는 말은 본래 파슈툰족을 뜻하는 말이었으나 오늘날에는 아프가니스탄인 전체를 가리키는 말로 쓰인다.

### 파키스탄
파키스탄은 인도 아대륙의 무슬림들이 대영제국으로부터 이슬람교도끼리 따로 독립하려는 파키스탄 운동의 결과물로 생긴 국가이다. 파키스탄정부에서는 민족적으로는 여러 민족이 있지만 하나의 파키스탄인 국민이라는 관념을 심고자 했다. 파키스탄에서는 우르두어를 국어로 정했는데 이에 펀자브인 등 서파키스탄의 다른 민족들은 원래 우르두어로 교육을 받았고, 모어와 우르두어가 큰 차이가 없었기 때문에 별다른 불만을 가지지는 않았지만 동파키스탄의 벵골인들이 강력히 반발하였다. 결국 동파키스탄은 방글라데시로 독립했다.

## 같이 보기
- 다민족
- 다문화주의